# Devoteam
Devoteam ist ein multinationales Unternehmen zur Erbringung von IT-Dienstleistungen mit dem Hauptsitz in Paris und Beteiligungen in 18 Ländern im Wirtschaftsraum Europa-Arabien-Afrika. Devoteam ist ein  Partner von mittleren und großen Geschäftskunden, insbesondere beim Management der Digitalen Revolution.

## Geschichte
Devoteam S.A. wurde 1995 von Stanislas und Godefroy de Bentzmann gegründet. Die Gesellschaft ist sowohl organisch als auch durch Zusammenschlüsse und Akquisitionen in lokalen Märkten gewachsen. In Deutschland hat die Devoteam 2009 das IT Dienstleistungsunternehmen Danet GmbH übernommen; 2016 wurden Mehrheitsanteile an Q-Partners Consulting & Management (QPCM) GmbH erworben; 2018 übernahm Devoteam die Alegri International Service GmbH, einen Microsoft-Partner im Bereich Digital Workplace & IT-Transformation; 2019 erfolgte die Übernahme des Cloud-Spezialisten Avalon Solutions.
Devoteam hat sein Geschäftsmodell kontinuierlich angepasst um der Transformation vom ITK Netz-, über Data Center – bis zu Cloud Services zu folgen.

## Unternehmen
Devoteam erwirtschaftete 2019 einen Umsatz von 762 Millionen Euro bei einer operativen Marge von 10,4 Prozent des Umsatzes. Devoteam beschäftigt weltweit mehr als 7.600 Mitarbeiter, davon 250 an den deutschen Standorten Weiterstadt, Stuttgart, Frankfurt am Main und München. Die Gesellschaft ist seit Oktober 1999 an der Euronext in Paris notiert.

## Betätigungsfelder
Devoteam konzentriert sich mit Angebotsfeldern, wie Agile IT Platform, Digital Workplace und Cyber Security Geschäftskunden.